# Masdevallia repanda
Masdevallia repanda är en orkidéart som beskrevs av Carlyle August Luer och Alexander Charles Hirtz. Masdevallia repanda ingår i släktet Masdevallia och familjen orkidéer. Inga underarter finns listade i Catalogue of Life.